# 劉健明
劉健明（英語：Lau Kin Ming），是香港電影《無間道系列》中的虛構角色，先後於電影三部曲《無間道》、《無間道II》及《無間道III：終極無間》中登場，由劉德華飾演，青年時期由陳冠希飾演。

## 角色經歷
《無間道》
劉健明原是香港黑社會成員，多年前依老大韓琛（曾志偉飾）的指示加入香港警隊，成為黑幫潛伏於警察中的臥底。
多年來劉健明在警隊努力不倦，其個人能力加上韓琛在背後提供了不少敵方黑社會的犯罪情報，令劉在警隊內平步青雲，連年晉升至高級督察，相比之下，一同進行臥底的林國平多年來仍只是探員身份，足以證明劉健明優秀的個人能力。
但自從臥底事件暴露後，劉建明大受韓琛的壓力，心中已默默構思了一個清洗他自己身份的計劃，韓琛是他最大的障礙，但他已立定決心要成為一個好警察。
劉健明希望無人能操控他而決定鏟除韓琛，於是設法聯絡上了黃志誠警司（黃秋生飾）的臥底陳永仁（梁朝偉飾），劉健明假意勸陳永仁合作一同剷除韓琛，而陳永仁與劉健明合作。最後劉健明槍殺韓琛與另一臥底林國平（林家棟飾演）。
《無間道II》
《無間道II》是《無間道》的前傳，1991年，劉健明（陳冠希飾演）聽從Mary（劉嘉玲飾演）的秘密派遣，殺死黑幫龍頭倪坤（張同祖飾演），並受韓琛的指示加入香港警隊。
《無間道III：終極無間》
劉健明的職權被架空，未婚妻也要求分子女的撫養權，站在黑白中間，正邪已難以分清，也開始迷失自我，引發種種精神問題，最終並被保安部警司楊錦榮（黎明飾）揭發真正身份。
楊錦榮因提及陳永仁說過的一句話——「對唔住，我係差人。」而令劉健明被楊錦榮刺激，開槍擊斃後者，開槍時仍然是瞄準頭部，證明劉內心依然是傾向黑暗，開槍後繼而被沈澄（陳道明飾）槍傷，其後劉健明自轟下顎，送院後情況危殆，即使獲救，其腦部因嚴重受損而癱瘓。

## 經典對白
- 我以前無得揀，我而家想做好人。（從前我不可以選擇，現在我想當一個好人[9]。）（對陳永仁說）[10]
- 我都係差人！（我也是警察！）（向楊錦榮呼喝）
- 過埋‘聽’日就冇事（過了明天便沒事了）
- 我想做好人，點解唔俾我機會，我辛辛苦苦，幫你們殺哂韓琛的臥底，點解唔俾機會我……！（我想當好人，為什麼不給我機會，我辛辛苦苦，幫你們殺光韓琛的臥底，為什麼不給我機會……！）[11]（對沈澄、楊錦榮及眾下屬說）
- 你們這些臥底真奇怪，都喜歡在天台見面。（對陳永仁說）
- 我係好人點解要小心？（我是好人，為什麼要小心？）（向楊錦榮呼喝）
- 我想跟他換！
- 嚇到你了？不好意思。
- 無人想架！OK？（沒有人想這件事發生，好嗎？）

## 影響及回饋

### 影響
劉德華憑此角不但令他知名度上升，而且《無間道》也成為香港人熟悉的電影。

### 獎項
無間道
| 年份   | 頒獎典禮              | 獎項               | 名單   | 結果 |
| ------ | --------------------- | ------------------ | ------ | ---- |
| 2003年 | 第22屆香港電影金像獎  | 最佳男主角         | 劉德華 | 提名 |
| 2003年 | 第8屆香港電影金紫荊獎 | 最佳男主角         | 劉德華 | 提名 |
| 2003年 | 第8屆香港電影金紫荊獎 | 港台最受歡迎男演員 | 劉德華 | 金獎 |
| 2003年 | 第40屆金馬獎          | 最佳男主角         | 劉德華 | 提名 |

無間道III：終極無間
| 年份   | 頒獎典禮                  | 獎項               | 名單   | 結果 |
| ------ | ------------------------- | ------------------ | ------ | ---- |
| 2004年 | 第9屆香港電影金紫荊獎     | 最佳男主角         | 劉德華 | 提名 |
| 2004年 | 华语电影传媒大奖（第4屆） | 港台最受歡迎男演員 | 劉德華 | 銀獎 |
| 2004年 | 第41屆金馬獎              | 最佳男主角         | 劉德華 | 獲獎 |